# CCTV-12
CCTV-12 o Canal Social y Legal de China Central Television (en chino:中国中央电视台社会与法频道) es un canal de la China Central Television (CCTV) en la República Popular China. Se enfoca en temas de leyes y sociedad. Se lanzó el 2 de mayo de 2002. 
Se lanzó originalmente como un canal de china oriental, dirigido a las más pobres regiones del país, pero esto cambió a finales de 2004.

## Algunos programas
- Pasantía (实习志)
- Plática caliente (热话)
- Aquí viene el abogado (律师来了)
- Campo de entrenamiento policial (警察特训营)
- Confesión (忏悔录)
- Reseña ética (道德观察)
- Skynet (天网)
- Rojo atardecer (夕阳红)
- Entrevista psicológica (心理访谈)
- Auditorio legal (法律讲堂)